# Dendrepidosis
Dendrepidosis is een muggengeslacht uit de familie van de galmuggen (Cecidomyiidae).

## Soorten
- D. bifidula Mamaev & Zaitzev, 1998
- D. longipennis Spungis, 1981
- D. trispinula Mamaev, 1990